# خط عرض 19° شمال
خط عرض 19° شمال هي إحدى دوائر العرض الجغرافية، وهي دوائر وهمية تحيط بالكرة الأرضية، وموازية لخط الاستواء، وتتميز هذه الدائرة بأن الأراضي الواقعة عليها تنتمي للمنطقة المدارية الحارة.

## حول العالم
يبدأ من خط الزوال الأولي ويتجه شرقا، خط عرض 19° شمال يمر عبر:
| الإحداثيات                           | البلد أو الإقليم أو البحر | ملاحظات |
| ------------------------------------ | ------------------------- | --- |
| 19°0′N 0°0′E / 19.000°N 0.000°E      | مالي                      | |
| 19°0′N 3°16′E / 19.000°N 3.267°E     | الجزائر                   | |
| 19°0′N 3°32′E / 19.000°N 3.533°E     | مالي                      | |
| 19°0′N 4°14′E / 19.000°N 4.233°E     | النيجر                    | |
| 19°0′N 15°38′E / 19.000°N 15.633°E   | تشاد                      | |
| 19°0′N 24°0′E / 19.000°N 24.000°E    | السودان                   | |
| 19°0′N 37°24′E / 19.000°N 37.400°E   | البحر الأحمر              | |
| 19°0′N 41°9′E / 19.000°N 41.150°E    | السعودية                  | The parallel touches on the northernmost point of اليمن في the border with عُمان                                                                                  |
| 19°0′N 52°0′E / 19.000°N 52.000°E    | عُمان                      | |
| 19°0′N 57°50′E / 19.000°N 57.833°E   | المحيط الهندي             | بحر العرب |
| 19°0′N 72°49′E / 19.000°N 72.817°E   | الهند                     | ماهاراشترا - مرورا عبر مومباي تيلانغانا أندرا برديشتشاتيسغار أوديشا                                                                                              |
| 19°0′N 84°43′E / 19.000°N 84.717°E   | المحيط الهندي             | خليج البنغال |
| 19°0′N 93°43′E / 19.000°N 93.717°E   | ميانمار (Burma)           | |
| 19°0′N 97°44′E / 19.000°N 97.733°E   | تايلاند                   | |
| 19°0′N 101°19′E / 19.000°N 101.317°E | لاوس                      | |
| 19°0′N 104°26′E / 19.000°N 104.433°E | فيتنام                    | لحوالي 5 km |
| 19°0′N 104°29′E / 19.000°N 104.483°E | لاوس                      | لحوالي 2 km |
| 19°0′N 104°30′E / 19.000°N 104.500°E | فيتنام                    | |
| 19°0′N 105°37′E / 19.000°N 105.617°E | بحر الصين الجنوبي         | خليج تونكين |
| 19°0′N 108°39′E / 19.000°N 108.650°E | جمهورية الصين الشعبية     | جزيرة هاينان |
| 19°0′N 110°31′E / 19.000°N 110.517°E | بحر الصين الجنوبي         | Passing between Dalupiri Island وFuga Island, الفلبين |
| 19°0′N 121°54′E / 19.000°N 121.900°E | الفلبين                   | Camiguin Island |
| 19°0′N 121°57′E / 19.000°N 121.950°E | المحيط الهادئ             | بحر الفلبين · مرورا بشمال Agrihan island, جزر ماريانا الشمالية · into an unnamed part of the Ocean · مرورا بجنوب جزيرة ويك, جزر الولايات المتحدة الصغيرة النائية |
| 19°0′N 155°47′W / 19.000°N 155.783°W | الولايات المتحدة          | هاواي (جزيرة)، هاواي |
| 19°0′N 155°35′W / 19.000°N 155.583°W | المحيط الهادئ             | |
| 19°0′N 112°4′W / 19.000°N 112.067°W  | المكسيك                   | Roca Partida، جزر ريفيلاجيجيدو |
| 19°0′N 112°3′W / 19.000°N 112.050°W  | المحيط الهادئ             | مرورا بشمال Socorro Island، جزر ريفيلاجيجيدو, المكسيك |
| 19°0′N 104°17′W / 19.000°N 104.283°W | المكسيك                   | |
| 19°0′N 95°58′W / 19.000°N 95.967°W   | خليج المكسيك              | خليج كامبيشي |
| 19°0′N 91°11′W / 19.000°N 91.183°W   | المكسيك                   | شبه جزيرة يوكاتان |
| 19°0′N 87°36′W / 19.000°N 87.600°W   | البحر الكاريبي            | مرورا بشمال جزيرة غوناف, هايتي |
| 19°0′N 72°45′W / 19.000°N 72.750°W   | هايتي                     | |
| 19°0′N 71°47′W / 19.000°N 71.783°W   | جمهورية الدومينيكان       | |
| 19°0′N 68°52′W / 19.000°N 68.867°W   | المحيط الأطلسي            | مرورا بشمال أنيغادا island, جزر العذراء البريطانية |
| 19°0′N 16°13′W / 19.000°N 16.217°W   | موريتانيا                 | |
| 19°0′N 5°53′W / 19.000°N 5.883°W     | مالي                      | |